# Can Tito Serra
Can Tito Serra és una obra del municipi d'Alella protegida com a bé cultural d'interès local.

## Descripció
Edifici civil. Masia de tipus basilical amb un cos central més elevat, coberta amb una teulada de dues vessants i el carener perpendicular a la façana. Consta de planta, pis, i golfes o graner a la part central, que en profunditat només ocupa la meitat de l'edifici, tal com es reflecteix els finestrals, que presenten les llindes i els llindars de pedra, i els brancals realitzats amb carreus, de la mateixa manera que les cantonades de l'edifici. El cos central elevat presenta dues finestres d'arc de mig punt, el que no és massa freqüent a Alella, on les masies normalment només tenen una finestra al graner. [Vegeu fitxa del nou Mas del segle xix, construït dins la mateixa finca, i en la que hi viuen els masovers].

## Història
Can Tito Serra és l'antic Mas Moyó, del qual temps després d'haver estat construït en fou propietari Cèsar Rabau i Vilallonga (1674). El 1730 fou propietat del Baró de Sant Vicenç, a la família del qual encara pertany avui dia (Marquesos de la Manresana). Així la majoria de les masies conserven el nom de la família que n'ha estat més temps propietari, en aquest cas el nom de Tito Serra esdevé a partir dels masovers que hi treballaren durant dos-cents anys. [Dades de Salvador Artés].